# Adriaan Smets
Adriaan Smets (* 27. August 1867 in Dommelen, Provinz Nordbrabant, Niederlande; † 31. Juli 1947) war ein römisch-katholischer Erzbischof und Diplomat des Heiligen Stuhls.

## Leben
Adriaan Smets empfing am 24. September 1892 das Sakrament der Priesterweihe.
Am 13. Januar 1922 bestellte ihn Papst Benedikt XV. zum Apostolischen Delegaten in Persien. Papst Pius XI. ernannte ihn am 2. August 1922 zum Titularerzbischof von Gangra. Der Präfekt der Kongregation De Propaganda Fide, Wilhelmus Marinus Kardinal van Rossum CSsR, spendete ihm am 28. Oktober desselben Jahres die Bischofsweihe; Mitkonsekratoren waren der Sekretär der Kongregation De Propaganda Fide, Kurienerzbischof Pietro Fumasoni Biondi, und der Präsident der Päpstlichen Akademie der Unbefleckten Empfängnis, Kurienerzbischof Jules Tiberghien.
Adriaan Smets trat 1930 als Apostolischer Delegat in Persien zurück.